# Hutapass
Der Hutapass (rumänisch Pasul Huta, ungarisch Huta-hágó) liegt im Nordwesten von Rumänien und verbindet auf einer Höhe von 587 m die Kreise Maramureș und Satu Mare.
Über den Pass verläuft die Nationalstraße 19. Auf der Passhöhe befindet sich ein Restaurant.

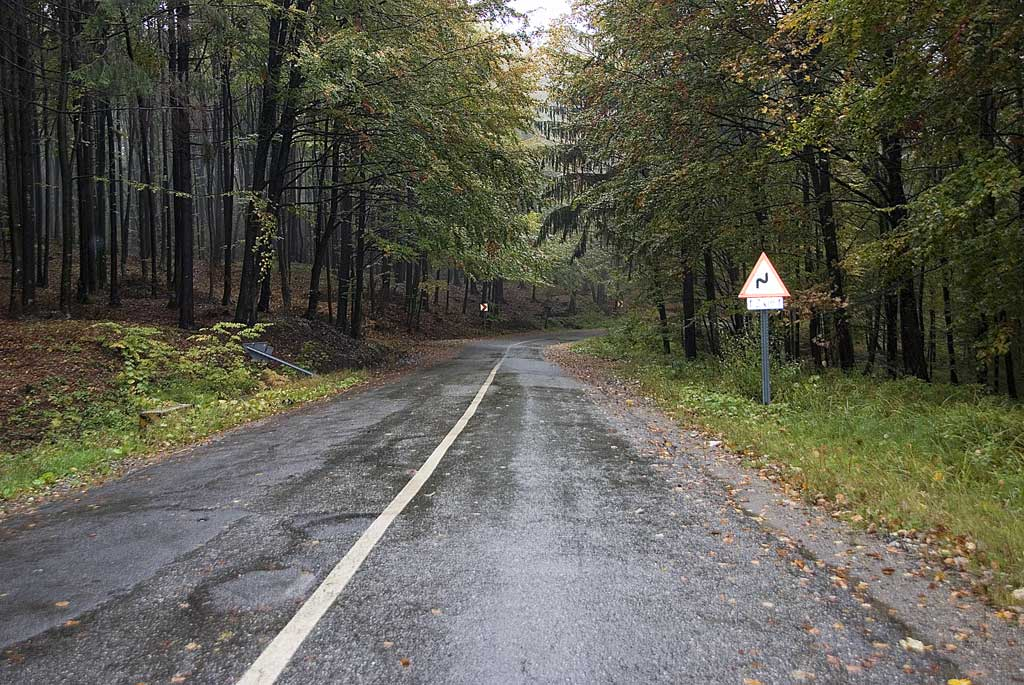
Passauffahrt von Piatra
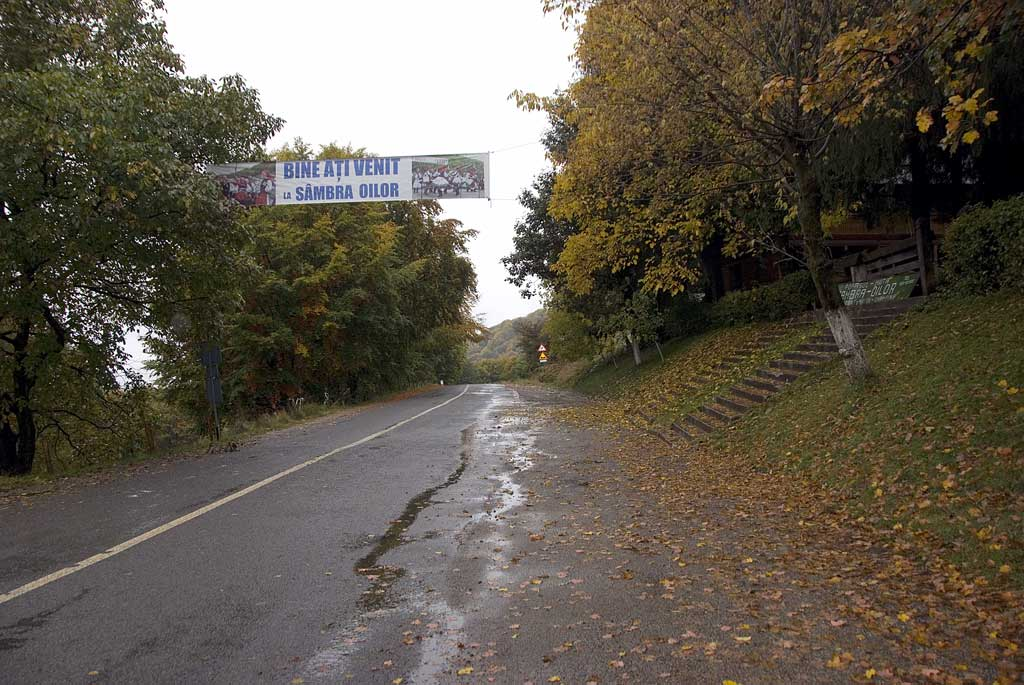
Auf dem Pass. Blick Richtung Negrești-Oaș
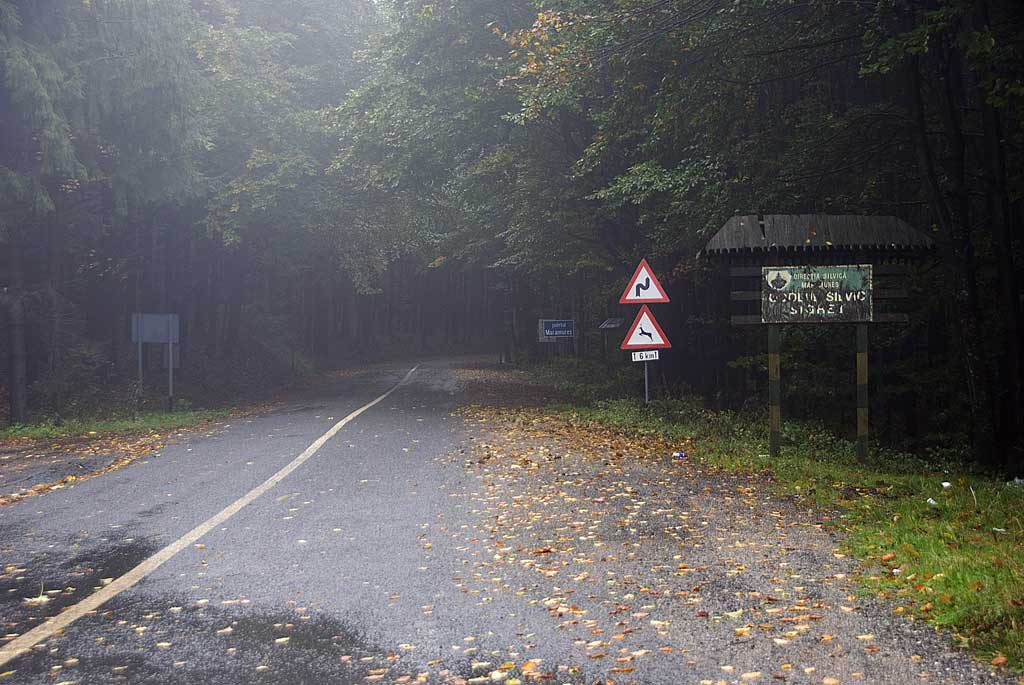
Blick von der Passhöhe in den Kreis Maramureș